# Bermuda International 1968
Die Bermuda International 1968 fanden vom 11. bis zum 13. April 1968 in Hamilton statt. Es war die fünfte Austragung dieser internationalen Titelkämpfe der Bermudas im Badminton.

## Sieger und Finalisten
| Disziplin    | Gold                          | Silber                        |
| ------------ | ----------------------------- | ----------------------------- |
| Herreneinzel | A. Woodward                   | Eddie Kyme                    |
| Dameneinzel  | Louise Leslie                 | Elizabeth Crayton             |
| Herrendoppel | Jack Flynn R. Hawes           | Ralph Pengelly Neville Atwood |
| Damendoppel  | Lilian Moran Louise Leslie    | Lillian Clegg Edna Allen      |
| Mixed        | Derek Singleton Louise Leslie | Tom Crayton Elizabeth Crayton |